# Forțele armate ale Estoniei
Forțele armate ale Estoniei (în estonă Eesti Kaitsevägi) sunt forțele militare unificate ale Republicii Estonia. Forțele de Apărare Estoniene sunt formate din Forțele Terestre Estoniene, Marina Estonienă, Forțele Aeriene Estoniene și paramilitara Liga Estoniei de Apărare. Politica națională de apărare urmărește să garanteze păstrarea independenței și suveranității statului, a integrității zonei sale terestre, a apelor teritoriale, a spațiului aerian și a ordinii sale constituționale. Obiectivele sale principale rămân dezvoltarea și menținerea unei capacități credibile de a apăra interesele vitale ale națiunii și dezvoltarea forțelor de apărare într-un mod care să asigure interoperabilitatea acestora cu forțele armate ale NATO și ale statelor membre ale Uniunii Europene pentru a participa la întreaga gamă de misiuni. pentru aceste alianțe militare.